# Panamerikanische Spiele 2019/Leichtathletik – 400 m der Frauen

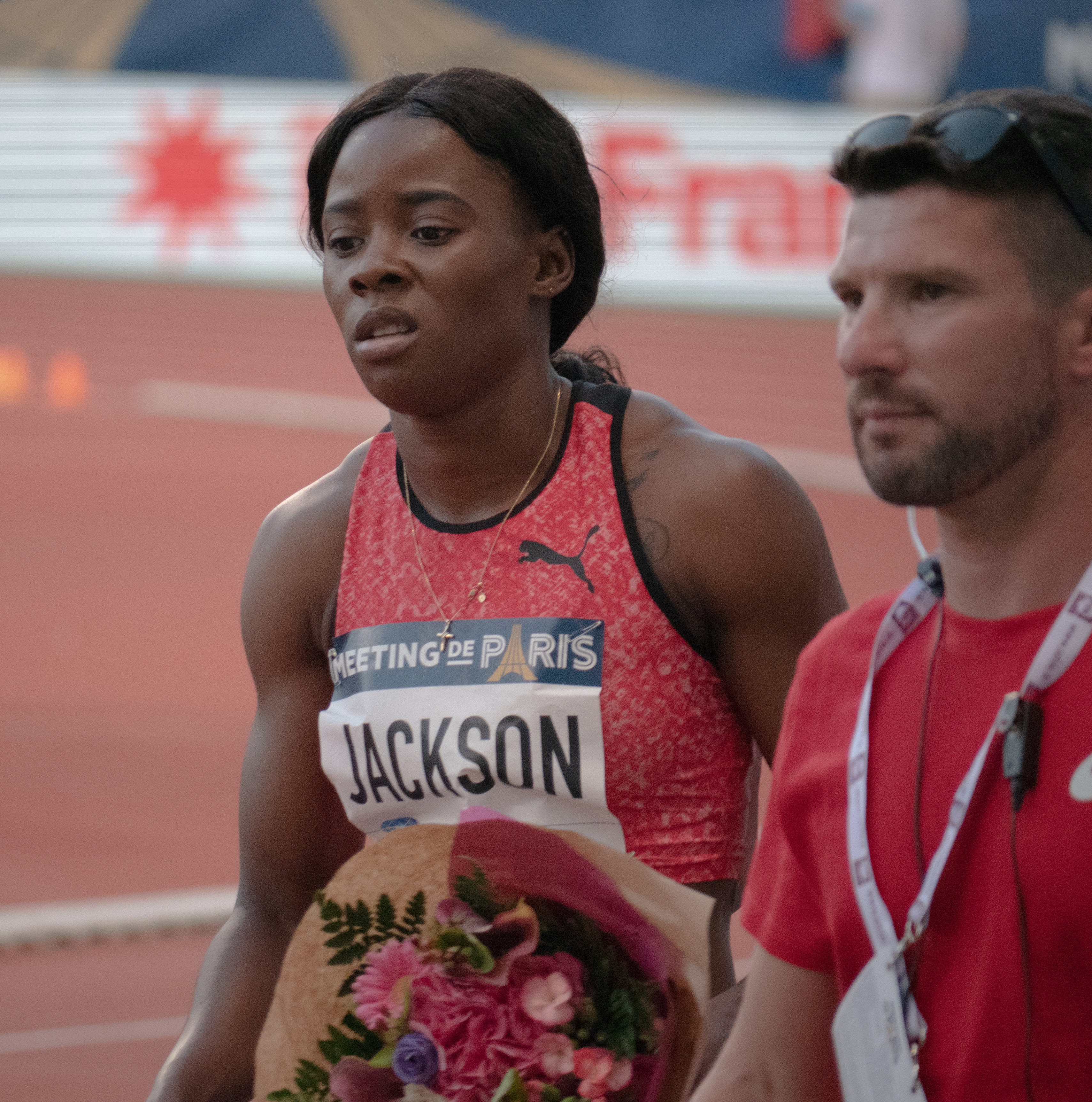
Die Siegerin Shericka Jackson (2018)

Der 400-Meter-Lauf der Frauen bei den Panamerikanischen Spielen 2019 fand am 7. und 8. August im Villa Deportiva Nacional in der peruanischen Hauptstadt Lima statt.
17 Läuferinnen aus 13 verschiedenen Ländern traten zu den Läufen an. Die Goldmedaille gewann Shericka Jackson nach 50,73 s, Silber ging an Paola Morán mit 51,02 s und die Bronzemedaille gewann Courtney Okolo mit 51,22 s.

## Rekorde
Vor dem Wettbewerb galten folgende Rekorde:
| Weltrekord        | Marita Koch        | 47,60 s | Canberra, Australien                     | 6. Oktober 1985 |
| Rekord der Spiele | Ana Fidelia Quirot | 49,61 s | Panamerikanische Spiele in Havanna, Kuba | 5. August 1991  |

## Halbfinale
Aus den zwei Halbfinalläufen qualifizierten sich die jeweils drei Ersten jedes Laufes – hellblau unterlegt – und zusätzlich die zwei Zeitschnellsten – hellgrün unterlegt – für das Finale.

### Lauf 1
7. August 2019, 15:20 Uhr
| Platz | Bahn | Athletin         | Land               | Zeit (s) |
| ----- | ---- | ---------------- | ------------------ | -------- |
| 1     | 5    | Shericka Jackson | Jamaika            | 51,99    |
| 2     | 3    | Roxana Gómez     | Kuba               | 52,04    |
| 3     | 4    | Jaide Stepter    | Vereinigte Staaten | 52,17    |
| 4     | 7    | Kyra Constantine | Kanada             | 52,92    |
| 5     | 6    | Aliyah Abrams    | Guyana             | 52,95    |
| 6     | 8    | Jennifer Padilla | Kolumbien          | 53,20    |
| 7     | 2    | Noelia Martínez  | Argentinien        | 53,96    |
| 8     | 1    | Kanika Beckles   | Grenada            | 54,64    |
| 9     | 9    | Maitte Torres    | Peru               | 54,66    |

### Lauf 2
7. August 2019, 15:30 Uhr
| Platz | Bahn | Athletin                | Land                     | Zeit (s) |
| ----- | ---- | ----------------------- | ------------------------ | -------- |
| 1     | 8    | Paola Morán             | Mexiko                   | 51,58    |
| 2     | 5    | Courtney Okolo          | Vereinigte Staaten       | 52,31    |
| 3     | 7    | Sada Williams           | Barbados                 | 52,39    |
| 4     | 4    | Natassha McDonald       | Kanada                   | 53,15    |
| 5     | 3    | Lina Licona             | Kolumbien                | 53,53    |
| 6     | 9    | María Fernanda Mackenna | Chile                    | 54,11    |
| 7     | 6    | Anastasia Le-Roy        | Jamaika                  | 54,18    |
| 8     | 2    | Ashley Kelly            | Britische Jungferninseln | 54,42    |

## Finale
8. August 2019, 17:10 Uhr
| Platz | Bahn | Athletin         | Land               | Zeit (s) |
| ----- | ---- | ---------------- | ------------------ | -------- |
|       | 5    | Shericka Jackson | Jamaika            | 50,73    |
|       | 4    | Paola Morán      | Mexiko             | 51,02 PB |
|       | 6    | Courtney Okolo   | Vereinigte Staaten | 51,22    |
| 4     | 7    | Roxana Gómez     | Kuba               | 51,65 SB |
| 5     | 3    | Kyra Constantine | Kanada             | 51,99    |
| 6     | 9    | Sada Williams    | Barbados           | 52,25    |
| 7     | 2    | Aliyah Abrams    | Guyana             | 52,63    |
|       | 8    | Jaide Stepter    | Vereinigte Staaten | DSQ 1    |